# Earias flavida
Earias flavida är en fjärilsart som beskrevs av Felder 1861. Earias flavida ingår i släktet Earias och familjen trågspinnare. Inga underarter finns listade i Catalogue of Life.